# Ред Меса (Аризона)
Ред Меса (енгл. Red Mesa) насељено је место без административног статуса у америчкој савезној држави Аризона.

## Демографија
По попису из 2010. године број становника је 480, што је 243 (102,5%) становника више него 2000. године.
| Група             | 2000.      | 2010.     |
| Белци             | 26 (11,0%) | 42 (8,8%) |
| Афроамериканци    | 0 (0,0%)   | 2 (0,4%)  |
| Азијати           | 0 (0,0%)   | 7 (1,5%)  |
| Хиспаноамериканци | 5 (2,1%)   | 24 (5,0%) |
| Укупно            | 237        | 480       |